# D12 World
D12 World is het tweede album van de Amerikaanse rapformatie D12 en is uitgebracht op 27 april 2004. Het album verkocht 544.000 exemplaren in de eerste week op de Amerikaanse Billboard 200. Het album is de laatste D12-album met Proof voor zijn dood in 2006, en de enige D12-album om "Bugz" op een track te voorzien. 
Op de CD zijn de volgende nummers te horen:
1. Git Up
2. Loyalty
3. Just Like U
4. I'll Be Damned
5. Dude (Skit)
6. My Band
7. U R the One
8. 6 in the Morning
9. How Come
10. Leave Dat Boy Alone
11. Get My Gun
12. Bizarre (Skit)
13. Bitch
14. Steve's Coffee House (Skit)
15. D-12 World
16. 40 Oz.
17. Commercial Break
18. American Psycho II
19. Bugz '97 (Skit)
20. Good Die Young
21. Keep Talkin